# 大成交通
有限会社大成交通（たいせいこうつう）は、千葉県にてタクシーおよびバスを運行する会社。社団法人日本バス協会の会員にはなっていない。同じ社名は東京都八王子市、埼玉県所沢市、兵庫県神戸市にも存在するが、いずれも関係はない。また「大成」と名がつくものの、大成建設とも何ら関係はない。

## 沿革（会社）
- 1970年（昭和45年）　会社設立。
- 1998年（平成10年）4月1日　路線バスの運行開始。

路線バスの詳しい沿革については後述。

## 沿革（路線バス）
系統を示す停留所は一部の抜粋表記とする。
- 1998年（平成10年）4月1日　前年の阪東自動車臼井線廃止を受け、旧印旛村から委託を受け、印西牧の原駅 - 大廻道 - 岩戸 - 京成臼井駅 間（宗像路線）を運行開始[2]。
- 2000年（平成12年）：印旛日本医大駅 - 鎌苅 - 古谷 - 岩戸 - 京成臼井駅間の運行及び、宗像循環の運行を開始。北総・公団線（現・北総鉄道北総線）の印旛日本医大駅開業に伴うもの。
- 2006年（平成18年）：印西牧の原駅 - 大廻道 - 岩戸 - 京成臼井駅及び宗像循環の廃止。京成臼井駅 → 岩戸 → 造谷橋 → 印旛日本医大駅の開通。これにより京成臼井駅と印旛日本医大駅を2ルート（造谷橋経由と鎌苅経由）で結ぶ路線となり、2018年の再編まで続いた。
- 2006年（平成18年）4月1日：吉田地区への乗り入れ開始。1日5便のみ。
- 2018年（平成30年）12月1日：路線再編。
  - 印旛日本医大駅 - 鎌苅 - 古谷 - 岩戸 - 京成臼井駅の路線において、印旛日本医大駅から停留所新設の上印西牧の原駅まで延伸（赤ルート）。少数の設定があった大成交通前行きの系統は消滅。
  - 京成臼井駅 → 岩戸 → 造谷橋 → 印旛日本医大駅を廃止し、新たに日本医大 - 印西牧の原駅 - 造谷橋 - 師戸北 - 京成臼井駅を開通（青ルート）。

この再編より新たに師戸地区中心部に乗り入れ、印西牧の原駅への乗り入れが復活、吉田地区への便も増便された他、角田地区への入口に「角田入口」停留所が設置された。

## 路線バス

### 現行路線
宗像路線 
- 赤ルート

京成臼井駅 - 岩戸 - 吉田宮前（一部便） - 中里 - 鎌苅 - 印旛支所 - 日本医大 - 印旛日本医大駅 - 印西牧の原駅
- 青ルート

京成臼井駅 - 印旛沼公園入口 - 師戸改善センター前 - 造谷橋 - 印西牧の原駅 - 印旛日本医大駅 - 日本医大
一部停留所のみ抜粋。平成30年12月1日現在。
運賃は一律300円。

### 廃止路線
宗像循環 
- 宗像小プール前 → 万福寺前 → 吉田神社前 → 西部運動公園 → 宗像小プール前 → 宮下 → 造谷 → 大成交通前 → 大廻 → 古谷 → 鎌苅 → 印旛村役場 → 日医大病院 → 印旛日本医大駅 → 日医大病院 → 印旛村役場 → 師戸五差路 → 城址公園下 → 三軒家

## 主な営業エリア
- 印西市
- 佐倉市